# Hoskins (Nebraska)
Hoskins es una villa ubicada en el condado de Wayne en el estado estadounidense de Nebraska. En el Censo de 2010 tenía una población de 285 habitantes y una densidad poblacional de 356,11 personas por km².

## Geografía
Hoskins se encuentra ubicada en las coordenadas 42°6′46″N 97°18′16″O / 42.11278, -97.30444. Según la Oficina del Censo de los Estados Unidos, Hoskins tiene una superficie total de 0.8 km², de la cual 0.8 km² corresponden a tierra firme y (0%) 0 km² es agua.

## Demografía
Según el censo de 2010, había 285 personas residiendo en Hoskins. La densidad de población era de 356,11 hab./km². De los 285 habitantes, Hoskins estaba compuesto por el 98.25% blancos, el 0% eran afroamericanos, el 0% eran amerindios, el 0.35% eran asiáticos, el 0% eran isleños del Pacífico, el 0.35% eran de otras razas y el 1.05% pertenecían a dos o más razas. Del total de la población el 3.85% eran hispanos o latinos de cualquier raza, y el 0.01 eran de cunchillos.